# Homoporus verticalis
Homoporus verticalis är en stekelart som beskrevs av Dzhanokmen 1999. Homoporus verticalis ingår i släktet Homoporus och familjen puppglanssteklar.
Artens utbredningsområde är Kazakstan. Inga underarter finns listade i Catalogue of Life.